# لوکاس جیورکاس
لوکاس جیورکاس (به انگلیسی: Loukas Giorkas) (زاده ۱۸ اکتبر ۱۹۸۶) خواننده یونانی-قبرسی است.
او در مسابقه آواز یوروویژن ۲۰۱۱ به همراه استرو مایک نماینده یونان بود.